# هولو مان 2
هولو مان 2 أو الرجل المجوف 2 أو الرجل الخفي 2 (بالإنجليزية: Hollow Man 2)‏ هو فيلم رعب وخيال علمي تم إنتاجه في الولايات المتحدة وصدر سنة 2006، بطولة بيتر فانسيلي ولورا ريجان ومن إخراج كلاوديو فاه.

## القصة
يهرب محقق من سياتل وعالم أحياء من قاتل غير مرئي خطير أصبح مارقًا.

## وصلات خارجية
هولو مان 2 على موقع IMDb (الإنجليزية)
- هولو مان 2 على موقع روتن توميتوز (الإنجليزية)
- هولو مان 2 على موقع نتفليكس (الإنجليزية)
- هولو مان 2 على موقع ألو سيني (الفرنسية)
- هولو مان 2 على موقع أول موفي (الإنجليزية)
- هولو مان 2 على موقع فيلمافينيتي (الإسبانية)
- هولو مان 2 على موقع قاعدة بيانات الفيلم (الإنجليزية)
- هولو مان 2 على موقع ليتربوكسد (الإنجليزية)
- هولو مان 2 على موقع كينوبويسك (الروسية)